# Trzebień, Hạt Choszczno
Trzebień [ˈtʂɛbjɛɲ] (tiếng Đức: Wegnershof)  là một khu định cư ở khu hành chính của Gmina Recz, thuộc hạt Choszczno, West Pomeranian Voivodeship, ở phía tây bắc Ba Lan. Nó nằm khoảng 2 kilômét (1 mi)   phía tây Recz, 14 km (9 mi) về phía đông bắc Choszczno, và 65 km (40 mi) về phía đông của thủ đô khu vực Szczecin.
Trước năm 1945, khu vực này là một phần của Đức. Đối với lịch sử của khu vực, xem Lịch sử của Pomerania.
Khu định cư có dân số 13 người.